# Клавијатура
Клавијатура је скуп дирки стандардног распореда помоћу које се свирају инструменти с клавијатуром. Притискањем дирки активира се мање или више сложен механизам који потом на таквим инструментима производи тон. Међу њима је најраспрострањенији клавир, присутан у готово свим музичким жанровима, а од других треба поменути чембало, разне типове оргуља, хармонику, челесту, као и остале механичке, електромеханичке и електронске инструменте. Ови последњи се у обичном говору обично називају синтисајзери.
Прва позната клавијатура која је имала данашњи распоред (седам дужих дијатонских дирки и пет краћих, хроматских) налази се у Немачкој, а потиче с краја XIV века. Занимљиво је да је у XVIII веку боја дирки обично била обрнута од оне коју данас познајемо - дуже дирке су биле црне, а краће беле.

## Аранжерске клавијатуре
Аранжерска клавијатура потиче од синтисајзера и представља електронски музички инструмент, који производи електронски генерисан звук. Веома популарна практична симулација целог бенда у живој музици. Клавијатуре синтетичким путем производе разне звукове. Данашња технологија свирања омогућава да у исто време свирамо све инструменте који обухватају неку песму.
Први синтисајзер дизајнирао је Роберт Муг како би употребио клавијатуре за свирање, што је 1964. и демонстрирао на АЕС конвенцији. Данас постоји десетине разних произвођача клавијатура од којих су најпознатији: Корг, Yamaha PSR, Роланд

### КОРГ
Корг је јапански произвођач електронских музичких инструмената. У Србији је иначе ова марка најзаступљенија тако да у неким Корговим клавијатурама постоје чак и фабрички сетови за нашу музику.
Корг фирма је основана 1962. године а најзначајнији продукт био је Корг М1 који се производио у годинама од 1988-1995. Продато је више од 250.000 комада што је и најпродаванији синтисајзер уопште.

### YAMAHA
Оснивач Јамаха Торакусу 1887. године је јапанска фирма која такође производи намештај, спортске моторе, чопере, гитаре, спортску опрему, каде за купатило, клавире, скије, рекете за тенис и грађевинску машинерију. У тржиште за музичке инструменте су ушли године 1900 са клавирима за јапанско тржиште, њихов први електронски инструмент је био Electone Д-1 електронски орган, те електронске оргуље су биле направљене 1959 године. Први њихови синтесизери су садржали GX1 синтесизер, CS-80 полифонски синтесизер, Cx5 дигитални музички рачунар и револуционарни DX7 дигитални синтесизер.

### ROLAND
Роланд корпорација основана је 1972. у Јапану. Исте године конструисали су свој први синтисајзер, а 1973. су на тржиште избацили први модел СХ1000, а недуго затим и свој први потабилни комбо пијано.